# Silnice I/63
Die Silnice I/63 (tschechisch für: „Straße I. Klasse 63“) ist eine Verbindung zwischen Teplice und der Autobahn D8 bei Řehlovice, die die Städte Dresden und Prag miteinander verbindet.
Die Straße wurde als Teil der Schnellstraßen-Verbindung zwischen Teplice und Ústí nad Labem errichtet. Deren östlicher Teil ist heute ein Abschnitt der D8. Die Straße wurde 1988 fertiggestellt und war seit 1997 als Rychlostní silnice R63 (Schnellstraße R63) gewidmet. Im Zuge der Abschaffung dieser Straßenkategorie zum Jahresbeginn 2016 wurde sie zur Straße I. Klasse abgestuft.